# 2024년 11월
| 2024년: 1월 · 2월 · 3월 · 4월 · 5월 · 6월 · 7월 · 8월 · 9월 · 10월 · 11월 · 12월 |

| \| 2024년 11월 1일 (금요일) \| \| 편집 \| |  |      |
|                                           |  |      |
| 2024년 11월 1일 (금요일)                  |  | 편집 |

| 2024년 11월 1일 (금요일) |  | 편집 |

| \| 2024년 11월 2일 (토요일) \| \| 편집 \| |  |      |
| 스포츠 - 리그 오브 레전드 월드 챔피언십 2024 - T1이 3 대 2 로 비리비리 게이밍을 꺾고, 통산 다섯 번째 우승컵을 들어올렸다. - T1은 2023년 월드 챔피언십 때와 같은 선수 구성으로 우승하였다. - T1의 페이커가 결승전 최우수 선수에 선정되었다. |  |      |
| 2024년 11월 2일 (토요일) |  | 편집 |

| 2024년 11월 2일 (토요일) |  | 편집 |

| \| 2024년 11월 3일 (일요일) \| \| 편집 \| |  |      |
| 스포츠 - 일본 프로 야구 일본 시리즈 6차전에서 요코하마 DeNA 베이스타즈가 후쿠오카 소프트뱅크 호크스를 11대 2로 꺾고 시리즈 전적 4승 2패로 1998년 이후 26년만에 통산 3번째 우승을 달성하였다. |  |      |
| 2024년 11월 3일 (일요일) |  | 편집 |

| 2024년 11월 3일 (일요일) |  | 편집 |

| \| 2024년 11월 4일 (월요일) \| \| 편집 \| |  |      |
|                                           |  |      |
| 2024년 11월 4일 (월요일)                  |  | 편집 |

| 2024년 11월 4일 (월요일) |  | 편집 |

| \| 2024년 11월 5일 (화요일) \| \| 편집 \| |  |      |
| 사고와 재해 - 인도네시아 소순다 열도 화산 폭발로 9명이 사망하고 63명이 부상당한 사건이 발생했다. 정치와 선거 - 2024년 미국 대통령 선거 - 제47대 대통령을 선출하기 위한 선거가 실시되었다. - 조 바이든 대통령은 불출마를 선언하였다. 부통령인 카멀라 해리스가 민주당 후보자로 출마하였으며, 도널드 트럼프가 공화당 후보자로 출마하였다. - 공화당 후보인 도널드 트럼프가 민주당 후보인 카멀라 해리스를 제치고 제47대 대통령 당선인이 되었다. |  |      |
| 2024년 11월 5일 (화요일) |  | 편집 |

| 2024년 11월 5일 (화요일) |  | 편집 |

| \| 2024년 11월 6일 (수요일) \| \| 편집 \| |  |      |
|                                           |  |      |
| 2024년 11월 6일 (수요일)                  |  | 편집 |

| 2024년 11월 6일 (수요일) |  | 편집 |

| \| 2024년 11월 7일 (목요일) \| \| 편집 \| |  |      |
|                                           |  |      |
| 2024년 11월 7일 (목요일)                  |  | 편집 |

| 2024년 11월 7일 (목요일) |  | 편집 |

| \| 2024년 11월 8일 (금요일) \| \| 편집 \| |  |      |
|                                           |  |      |
| 2024년 11월 8일 (금요일)                  |  | 편집 |

| 2024년 11월 8일 (금요일) |  | 편집 |

| \| 2024년 11월 9일 (토요일) \| \| 편집 \| |  |      |
|                                           |  |      |
| 2024년 11월 9일 (토요일)                  |  | 편집 |

| 2024년 11월 9일 (토요일) |  | 편집 |

| \| 2024년 11월 10일 (일요일) \| \| 편집 \| |  |      |
|                                            |  |      |
| 2024년 11월 10일 (일요일)                  |  | 편집 |

| 2024년 11월 10일 (일요일) |  | 편집 |

| \| 2024년 11월 11일 (월요일) \| \| 편집 \|                                        |  |      |
| 사고와 재해 - 쿠바 만사니요 남남동쪽 61 km 해역에서 규모 6.8의 지진이 발생하였다. |  |      |
| 2024년 11월 11일 (월요일)                                                         |  | 편집 |

| 2024년 11월 11일 (월요일) |  | 편집 |

| \| 2024년 11월 12일 (화요일) \| \| 편집 \| |  |      |
|                                            |  |      |
| 2024년 11월 12일 (화요일)                  |  | 편집 |

| 2024년 11월 12일 (화요일) |  | 편집 |

| \| 2024년 11월 13일 (수요일) \| \| 편집 \| |  |      |
|                                            |  |      |
| 2024년 11월 13일 (수요일)                  |  | 편집 |

| 2024년 11월 13일 (수요일) |  | 편집 |

| \| 2024년 11월 14일 (목요일) \| \| 편집 \|                         |  |      |
| 교육 - 2025학년도 대학수학능력시험이 대한민국 전역에서 시행되었다. |  |      |
| 2024년 11월 14일 (목요일)                                          |  | 편집 |

| 2024년 11월 14일 (목요일) |  | 편집 |

| \| 2024년 11월 15일 (금요일) \| \| 편집 \| |  |      |
| 무력 충돌과 공격 - 미국 국무부 베단트 파텔 대변인과 국방성 대변인 사브리나 싱은 이스라엘 가자 지구의 무력 충돌과 관련하여, 군사작전시 민간인 대피의 원칙을 피력하였다. 베단트 파텔 대변인은 강제 이주와 관련하여 인종학살이나 인도에 반한 죄에 해당하는지에 대해서는 확인하지 않았고, 하마스의 인질석방과 군사작전 이후 민간인들의 복귀에 대해 이야기하였다. |  |      |
| 2024년 11월 15일 (금요일) |  | 편집 |

| 2024년 11월 15일 (금요일) |  | 편집 |

| \| 2024년 11월 16일 (토요일) \| \| 편집 \| |  |      |
|                                            |  |      |
| 2024년 11월 16일 (토요일)                  |  | 편집 |

| 2024년 11월 16일 (토요일) |  | 편집 |

| \| 2024년 11월 17일 (일요일) \| \| 편집 \| |  |      |
|                                            |  |      |
| 2024년 11월 17일 (일요일)                  |  | 편집 |

| 2024년 11월 17일 (일요일) |  | 편집 |

| \| 2024년 11월 18일 (월요일) \| \| 편집 \| |  |      |
|                                            |  |      |
| 2024년 11월 18일 (월요일)                  |  | 편집 |

| 2024년 11월 18일 (월요일) |  | 편집 |

| \| 2024년 11월 19일 (화요일) \| \| 편집 \| |  |      |
|                                            |  |      |
| 2024년 11월 19일 (화요일)                  |  | 편집 |

| 2024년 11월 19일 (화요일) |  | 편집 |

| \| 2024년 11월 20일 (수요일) \| \| 편집 \| |  |      |
|                                            |  |      |
| 2024년 11월 20일 (수요일)                  |  | 편집 |

| 2024년 11월 20일 (수요일) |  | 편집 |

| \| 2024년 11월 21일 (목요일) \| \| 편집 \| |  |      |
|                                            |  |      |
| 2024년 11월 21일 (목요일)                  |  | 편집 |

| 2024년 11월 21일 (목요일) |  | 편집 |

| \| 2024년 11월 22일 (금요일) \| \| 편집 \| |  |      |
|                                            |  |      |
| 2024년 11월 22일 (금요일)                  |  | 편집 |

| 2024년 11월 22일 (금요일) |  | 편집 |

| \| 2024년 11월 23일 (토요일) \| \| 편집 \| |  |      |
|                                            |  |      |
| 2024년 11월 23일 (토요일)                  |  | 편집 |

| 2024년 11월 23일 (토요일) |  | 편집 |

| \| 2024년 11월 24일 (일요일) \| \| 편집 \| |  |      |
|                                            |  |      |
| 2024년 11월 24일 (일요일)                  |  | 편집 |

| 2024년 11월 24일 (일요일) |  | 편집 |

| \| 2024년 11월 25일 (월요일) \| \| 편집 \|                                   |  |      |
| 스포츠 - 한국야구위원회에서 2024년 시즌 KBO 리그 수비상 수상자를 발표하였다. |  |      |
| 2024년 11월 25일 (월요일)                                                    |  | 편집 |

| 2024년 11월 25일 (월요일) |  | 편집 |

| \| 2024년 11월 26일 (화요일) \| \| 편집 \| |  |      |
| 과학과 기술 - 서울특별시의 시내버스: 도봉산역 환승센터에서 영등포역까지 새벽시간대 왕복운행하는 서울시 A160번 자율주행버스의 운행이 시작되었다. |  |      |
| 2024년 11월 26일 (화요일) |  | 편집 |

| 2024년 11월 26일 (화요일) |  | 편집 |

| \| 2024년 11월 27일 (수요일) \| \| 편집 \| |  |      |
| 사고와 재해 - 2024년 11월 한국 중부 폭설 - 강원도 원주 만종교차로 53중 추돌사고: 강원특별자치도 원주시 호저면 만종리 지방도 제409호선 만종교차로 부근에서 53중 추돌 사고가 발생했다. 무력 충돌과 공격 - 북서시리아 공세 (2024년) - 시리아 반군이 시리아 정부군을 상대로 대규모 공세를 개시했다. |  |      |
| 2024년 11월 27일 (수요일) |  | 편집 |

| 2024년 11월 27일 (수요일) |  | 편집 |

| \| 2024년 11월 28일 (목요일) \| \| 편집 \| |  |      |
| 국제 관계 - 유럽 연합 집행위원회에서 대한항공과 아시아나항공의 합병을 최종승인했다. 사고와 재해 - 2024년 11월 한국 중부 폭설: 대한민국의 중부지방을 중심으로 폭설이 내렸다. 서울 동북권 일부 지역의 적설량이 20cm를 돌파하는 등 근대적 기상관측을 시작한 이래 11월 적설량 최고치를 기록했다. |  |      |
| 2024년 11월 28일 (목요일) |  | 편집 |

| 2024년 11월 28일 (목요일) |  | 편집 |

| \| 2024년 11월 29일 (금요일) \| \| 편집 \|                                    |  |      |
| 문화와 예술 - 대한민국의 걸그룹 뉴진스가 소속사인 어도어와의 계약을 해지했다. |  |      |
| 2024년 11월 29일 (금요일)                                                     |  | 편집 |

| 2024년 11월 29일 (금요일) |  | 편집 |

| \| 2024년 11월 30일 (토요일) \| \| 편집 \| |  |      |
|                                            |  |      |
| 2024년 11월 30일 (토요일)                  |  | 편집 |

| 2024년 11월 30일 (토요일) |  | 편집 |

| <       | 2024년 11월 | 2024년 11월 | 2024년 11월 | 2024년 11월 | 2024년 11월 | >       |
| 일      | 월          | 화          | 수          | 목          | 금          | 토      |
|         |             |             |             |             | 1 10.1 기사 | 2 경오  |
| 3 신미  | 4 임신      | 5 계유      | 6 갑술      | 7 을해      | 8 병자      | 9 정축  |
| 10 무인 | 11 기묘     | 12 경진     | 13 신사     | 14 임오     | 15 계미     | 16 갑신 |
| 17 을유 | 18 병술     | 19 정해     | 20 무자     | 21 기축     | 22 경인     | 23 신묘 |
| 24 임진 | 25 계사     | 26 갑오     | 27 을미     | 28 병신     | 29 정유     | 30 무술 |

| - 2024년 - 10월 - 11월 - 12월 - 11월 5일 - 미국 대통령 선거 - 미국 주지사 선거 편집하기 |